# Speedski-Weltcup 2007
Der Speedski-Weltcup 2007 begann am 25. Februar 2007 in Bad Mitterndorf und endete am 2. April 2007 in Breuil-Cervinia. Den Gesamtweltcup bei den Männern gewann der Italiener Simone Origone. Bei den Frauen war die US-amerikanerin Tracie Sachs erfolgreich. Höhepunkt der Saison war die Speedski-Weltmeisterschaft 2007 in Verbier vom 16. bis zum 19. April 2007, deren Ergebnisse jedoch nicht zum Weltcup zählten.

## Weltcupwertung
| Rang | Athlet           | Punkte |
| ---- | ---------------- | ------ |
| 1    | Simone Origone   | 600    |
| 2    | Philippe May     | 570    |
| 2    | Ivan Origone     | 570    |
| 4    | Marc Poncin      | 329    |
| 5    | Jukka Viitasaaru | 270    |
| 6    | Michel Goumoëns  | 264    |
| 7    | Roger Wickman    | 236    |
| 8    | Ross Anderson    | 204    |
| 9    | Kenneth Dale     | 180    |
| 10   | Daniel Persson   | 132    |

| Rang | Athletin         | Punkte |
| ---- | ---------------- | ------ |
| 1    | Tracie Sachs     | 165    |
| 2    | Anna-Karin Modin | 146    |
| 3    | Sanna Tidstrand  | 50     |
| 4    | Emeli Wolff      | 40     |
| 5    | Teria-Jo Davies  | 35     |
| 6    | Pia Piipponen    | 30     |
| 7    | Linda Baginski   | 27     |
| 8    | Charlotte Bar    | 25     |
| 9    | Sarah McDiarmid  | 24     |
| 10   | Caitilin Tovar   | 22     |

## Podestplatzierungen Herren
| Datum            | Ort             | 1. Platz         | 2. Platz         | 3. Platz          |
| ---------------- | --------------- | ---------------- | ---------------- | ----------------- |
| 25. Februar 2007 | Bad Mitterndorf | Simone Origone   | Jonathan Moret   | Martin Hochrainer |
| 2. März 2007     | Sun Peaks       | Ivan Origone     | Kenneth Dale     | Philippe May      |
| 3. März 2007     | Sun Peaks       | Kenneth Dale     | Philippe May     | Simone Origone    |
| 20. März 2007    | Hundfjället     | Ivan Origone     | Philippe May     | Simone Origone    |
| 24. März 2007    | Idre            | Jukka Viitasaaru | Philippe May     | Ivan Origone      |
| 27. März 2007    | Salla           | Ivan Origone     | Simone Origone   | Philippe May      |
| 28. März 2007    | Salla           | Simone Origone   | Jukka Viitasaaru | Ivan Origone      |
| 2. April 2007    | Breuil-Cervinia | Simone Origone   | Philippe May     | Ivan Origone      |

## Podestplatzierungen Damen
| Datum            | Ort             | 1. Platz         | 2. Platz         | 3. Platz         |
| ---------------- | --------------- | ---------------- | ---------------- | ---------------- |
| 25. Februar 2007 | Bad Mitterndorf | Tracie Sachs     | Anna-Karin Modin | Charlotte Bar    |
| 2. März 2007     | Sun Peaks       | Tracie Sachs     | Anna-Karin Modin | Teria-Jo Davies  |
| 3. März 2007     | Sun Peaks       | Anna-Karin Modin | Teria-Jo Davies  | Tracie Sachs     |
| 20. März 2007    | Hundfjället     | Sanna Tidstrand  | Emeli Wolff      | Linda Baginski   |
| 24. März 2007    | Idre            | Sanna Tidstrand  | Tracie Sachs     | Anna-Karin Modin |
| 27. März 2007    | Salla           | Anna-Karin Modin | Tracie Sachs     | Pia Piipponen    |
| 28. März 2007    | Salla           | Tracie Sachs     | Anna-Karin Modin | Pia Piipponen    |
| 2. April 2007    | Breuil-Cervinia | Tracie Sachs     | Emeli Wolff      | Elena Banfo      |